# Culex niger
Culex niger är en tvåvingeart som först beskrevs av George Frederick Leicester 1908.  Culex niger ingår i släktet Culex och familjen stickmyggor. Inga underarter finns listade i Catalogue of Life.